# Chlorochaeta dubernardi
Chlorochaeta dubernardi är en fjärilsart som beskrevs av Charles Oberthür 1916. Chlorochaeta dubernardi ingår i släktet Chlorochaeta och familjen mätare. Inga underarter finns listade i Catalogue of Life.